# Frontenat

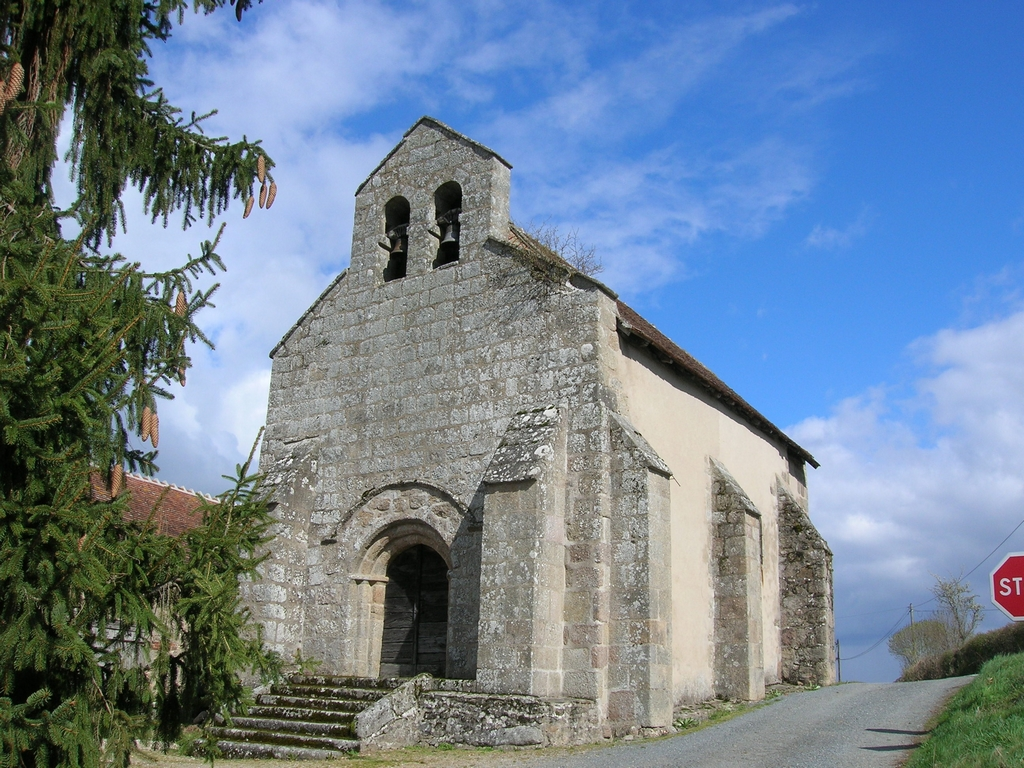
Kirche St.-Pardoux in Frontenat

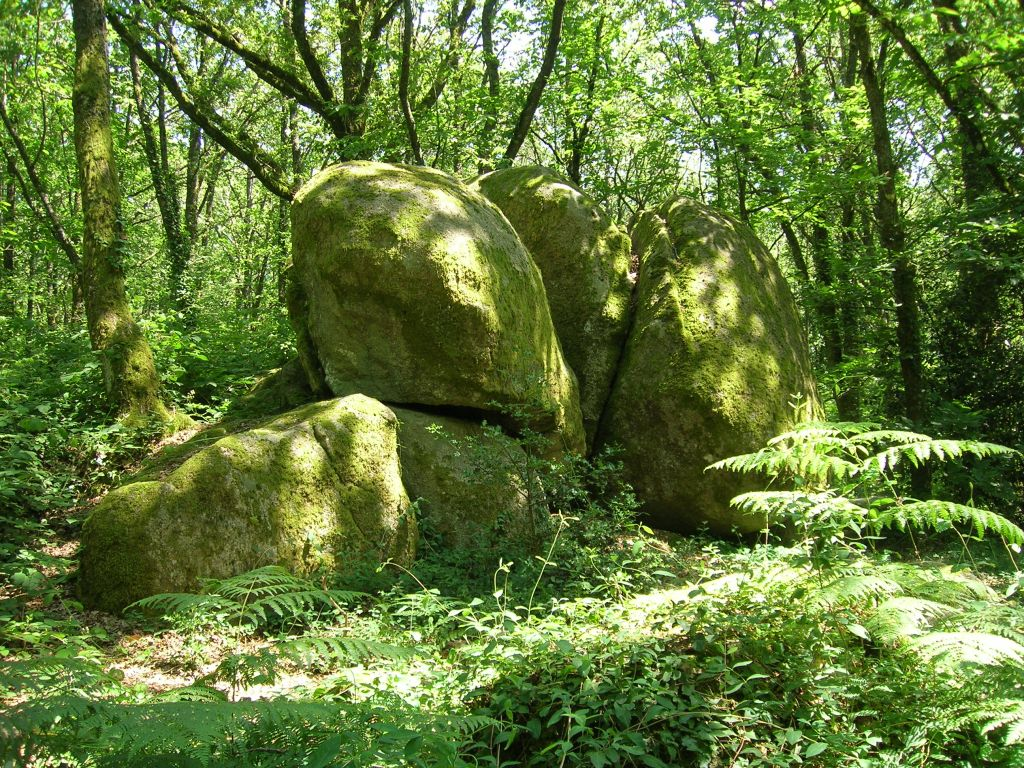
Signal de l'Age, höchster Punkt im Arrondissement Montluçon

Der Weiler Frontenat war eine ehemals selbständige französische Gemeinde, die 1810 an die Gemeinde Archignat im Département Allier im Norden der Region Auvergne-Rhône-Alpes angeschlossen wurde. Frontenat liegt circa vier Kilometer südlich von Archignat.

## Bevölkerungsentwicklung
| Jahr                       | 1793 | 1800 | 1806                           |
| Einwohner                  | 127  | 96   | bei der Volkszählung vergessen |
| Quellen: Cassini und INSEE |      |      |                                |

## Sehenswürdigkeiten
- Kirche St.-Pardoux, ursprünglich ein romanischer Bau, Monument historique seit 1970 (siehe auch: Liste der Monuments historiques in Archignat)
- Quelle Saint-Pierre, schon seit dem frühen Mittelalter überliefert